# Georg von Ebert
Georg Ebert, seit 1917 Ritter von Ebert (* 3. Oktober 1885 in Ansbach; † 1. Januar 1956 ebenda) war ein deutscher Betriebswirt und Rektor der Handelshochschule Nürnberg in der Zeit des Nationalsozialismus.

## Leben

### Familie
Er war der Sohn des gleichnamigen Fabrikbesitzers Georg Ebert und dessen Ehefrau Emilie, geborene Sichermann. Ebert verheiratete sich am 30. März 1914 in Ansbach mit Gabriele Döberlein. Aus der Ehe ging ein Sohn hervor.

### Militärkarriere
Nach Absolvierung des Humanistischen Gymnasiums in seiner Heimatstadt trat Ebert am 1. Oktober 1903 als Einjährig-Freiwilliger in das 2. Feldartillerie-Regiment „Horn“ der Bayerischen Armee in Würzburg ein. Anschließend zur Reserve entlassen, wurde Ebert am 22. Januar 1909 zum Leutnant der Reserve befördert.
Mit Ausbruch des Ersten Weltkriegs rückte Ebert am 1. August 1914 zum Regiment ein und nahm an der Schlacht in Lothringen, den Kämpfen in Flandern und dem Stellungskrieg bei Arras teil. Im April 1915 verwundet, war er erst im April 1916 wieder verwendungsfähig. Ebert kam zunächst zur Ersatz-Abteilung und kehrte am 30. April 1916 zum Regiment zurück, das zu diesem Zeitpunkt vor Verdun im Einsatz war. Während der Schlacht an der Somme wurde Ebert als Oberleutnant der Reserve am 16. August 1916 in das neugebildete 23. Feldartillerie-Regiment versetzt und in der Folgezeit als Führer der 2. Batterie eingesetzt. Während der Schlacht von Arras hatte seine Batterie die komplette Munition verschossen hatte und erhielt infolge der Gefechtslage keinen weiteren Nachschub. Da auch kein Stellungswechsel möglich war, gerieten seine fünf Geschütze nordostwärts von Athies teilweise in den Besitz des Feindes. Mit Hilfe der Infanterie gelang Ebert unter persönlichen Einsatz nach mehrstündigen Kämpfen die Rückeroberung und Sicherung dieser Geschütze. Für diese Leistung wurde er am 9. April 1917 durch König Ludwig III. mit dem Ritterkreuz des Militär-Max-Joseph-Ordens beliehen. Damit verbunden war die Erhebung in den persönlichen Adelsstand und er durfte sich nach der Eintragung in die Adelsmatrikel Ritter von Ebert nennen. Nach einem kurzzeitigen Einsatz an der Ostfront wurde er am 30. Juni 1918 zum Hauptmann der Reserve befördert. 

### Zivilkarriere
Nach Kriegsende aus dem Militärdienst entlassen, arbeitete Ebert als Abteilungsvorstand an der bayerischen Landesgewerbeanstalt Nürnberg. Er wurde Professor für Nationalökonomie, Wirtschaftsgeschichte und Wirtschaftsgeographie an der neu gegründeten Handelshochschule Nürnberg. Als Vertreter des konservativen Flügels wurde er 1923/24 zum ersten Mal Rektor, dann wieder von August 1933 bis 1941. In dieser Zeit versuchte er die Schule dem nationalsozialistischen Denken nahezubringen. Als Rektor nahm er die Entlassung aus rassischen Gründen von Alfred Isaac vor, obwohl er sich für ihn als Frontsoldaten zugleich einsetzte. Im November 1933 unterzeichnete er das Bekenntnis der deutschen Professoren zu Adolf Hitler. 
Als Forscher ist Ebert wenig hervorgetreten.

## Schriften
- Die Entwicklung der Weißgerberei. 1913.